# São Cristóvão FR
São Cristóvão de Futebol e Regatas ist ein brasilianischer Fußballverein aus dem Stadtteil São Cristóvão von Rio de Janeiro im gleichnamigen Bundesstaat.

## Geschichte
Der heutige Verein ist aus der am 13. Februar 1943 erfolgten Fusionierung des Clube de Ragatas São Cristóvão (gegründet 1898) mit dem São Cristóvão Atlético Clube (gegründet 1909) hervorgegangen. Letzterer hatte 1926 unter dem späteremn Nationaltrainer Luís Vinhaes die damalige Meisterschaft des Bundesdistriktes von Rio de Janeiro, die heutige Staatsmeisterschaft gewonnen. In einem Finalspiel hatte er mit 5:1 über den CR Flamengo triumphiert. Als offizielles Gründungsdatum ist allerdings jenes des Ruderclubs festgelegt worden.
2000 ist der Verein in der damaligen Ausgabe der Série A (Copa João Havelange) der nationalen Fußballmeisterschaft angetreten.

## Erfolge
- Staatsmeisterschaft von Rio de Janeiro: 1926
- Taça da Prefeitura do Distrito Federal: 1943

## Spieler
- Afonsinho (1914–1997)
- Leônidas da Silva (1929–2004)
- Roberto (1936–1942)
- Abel Picabéa (1938–1941)
- Humberto (1950–1953)
- Ronaldo (1991–1993), Jugend

## Trainer
- Abel Picabéa (1942–1944)
- Carlos Alberto Parreira (1967–1968)

## Torschützenkönige der Staatsmeisterschaft von Rio de Janeiro
- 1919: Braz de Oliveira, 24 Tore
- 1926: Vicente, 26
- 1928: Vicente, 20
- 1943: João Pinto, 26